# Karol Młot
Karol Młot (fr. Charles Martel, niem. Karl Martell, ur. 23 sierpnia 686 w Herstalu, zm. 22 października 741 w Quierzy-sur-Oise) – frankijski majordom, faktyczny władca państwa Franków.

## Życiorys

### Młodość

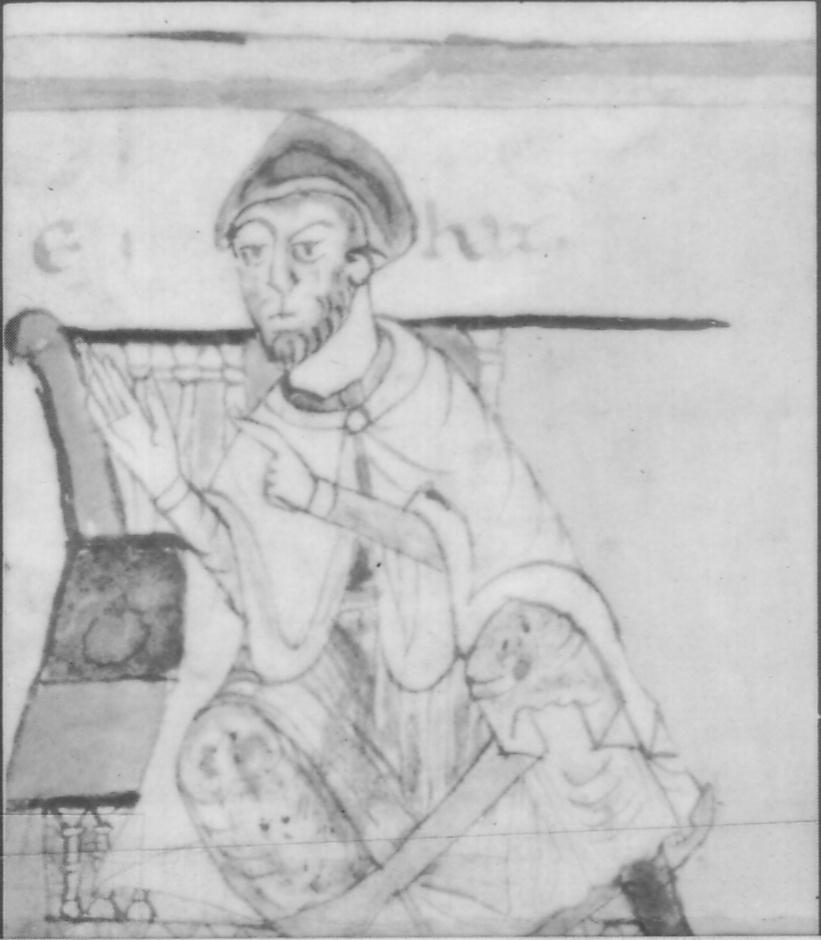
Karol Młot

Był nieślubnym synem Pepina z Heristalu i jego konkubiny Alpaidy. Zwycięstwo wojsk frankijskich pod jego dowództwem w bitwie pod Poitiers w 732 roku powstrzymało pochód Saracenów w kierunku północnej Europy. Był twórcą potęgi dynastii Karolingów, jednocząc rozbite na królestwa Austrazji, Neustrii, Burgundii i Akwitanii państwo Franków.

### Początek rządów

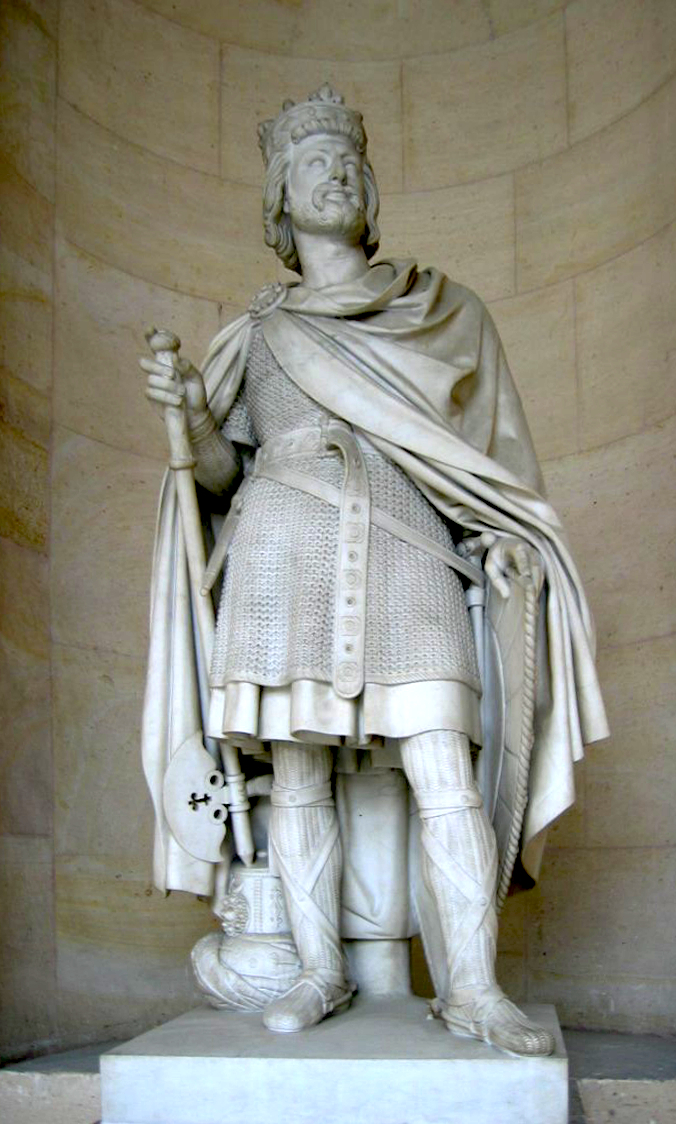
Pomnik Karola Młota.

Karol Młot po śmierci ojca Pepina z Heristalu w grudniu 714 roku nie odziedziczył po nim żadnej części państwa Franków. Jego ojciec wraz z żoną Plektrudą jako dziedzica wyznaczyli swojego wnuka Teudoalda – nieślubne dziecko ich syna Grimoalda. Fakt ten spotkał się z opozycją możnych, gdyż Teudoald miał zaledwie osiem lat, a byli oni niechętni rządom kobiety. Plektruda zareagowała szybko i wtrąciła Karola do więzienia w Kolonii. Spowodowało to wybuch buntu zarówno w Neustrii i Austrazji.
W 715 roku możni neustryjscy wykorzystali nieletniego króla Dagoberta III z dynastii Merowingów i ogłosili majordomem Neustrii Ragenfrieda. W tym czasie możni austrazyjscy, również nie chcący by rządziła nimi kobieta, wszczęli bunt. Pod koniec 715 roku Karol uciekł z więzienia i stanął na czele buntu możnych z Austrazji, którzy ogłosili go majordomem królestwa. W tym czasie również zmarł Dagobert III, a możni neustryjscy ogłosili królem Chilperyka II.
W 716 roku Ragenfried i Chilperyk sprzymierzyli się z Radbodem, królem Fryzów. W bitwie niedaleko Kolonii pokonali oni siły Karola Młota, który uciekł w góry Eifel. Siły neustryjskie zdobyły w Kolonii skarb królestwa, zaś Plektruda za cenę życia uznała Chilperyka królem, a Ragenfrieda majordomem królestwa. W tym czasie Karol zebrał siły i uderzył na powracającą z Kolonii armię neustryjską, pokonując ją w bitwie pod Amblève.
Wiosną 717 roku Karol Młot z silną armią wkroczył do Neustrii i rozbił armię Ragenfrieda i Chilperyka pod Vincy (21 marca 717). Po tym zwycięstwie zdobył Kolonię, w której przebywała Plektruda i Teudoald, którym darował życie. Następnie ogłosił królem Chlotara IV, jako alternatywę dla Chilperyka. Usunął też wrogiego mu św. Rygoberta, arcybiskupa Reims, a na jego miejsce wybrał arcybiskupa Milo. Następnie wyruszył na Fryzów, których zmusił do ucieczki do swojego kraju, a sam częściowo podporządkował sobie Zachodnią Fryzję.
W 718 roku Chilperyk sprzymierzył się z księciem Akwitanii Odonem Wielkim. Jednakże Karol szybko pokonał siły akwitańskie pod Soissons. Po ucieczce Chilperyka i Ragenfrieda, którzy następnie schwytani poddali się – Odo również szybko poddał się Karolowi i złożył mu przysięgę wierności.

### Lata 718–732

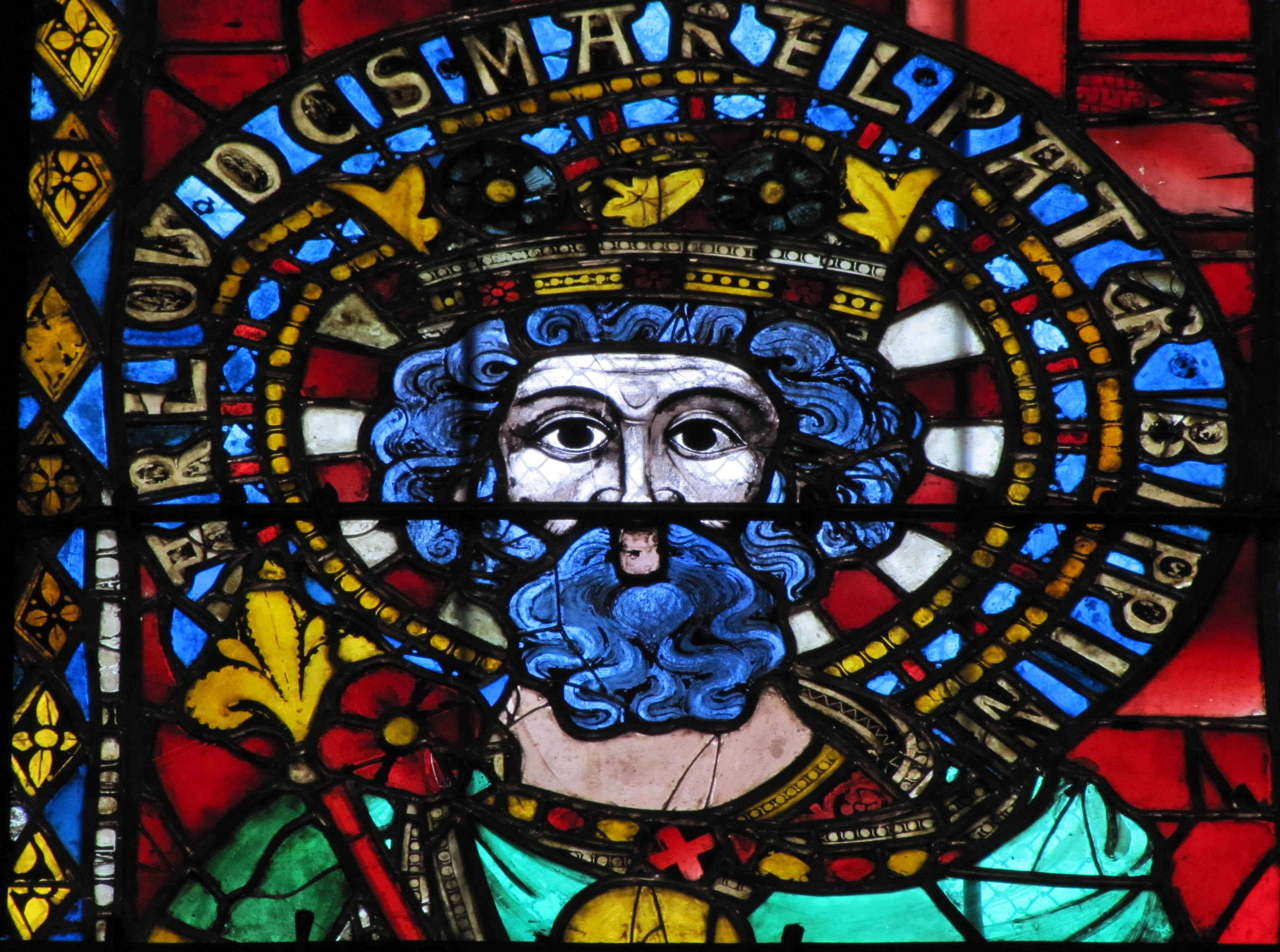
Karol Młot na witrażu

Następne lata Karol poświęcił na wzmacnianie swej władzy w królestwie oraz umacnianiu wpływów wśród sąsiadów. W pierwszej kolejności wyruszył w 718 roku na Sasów, których rozgromił w Lesie Teutoburskim. W 719 roku wkroczył do Fryzji, którą sobie ponownie podporządkował. Wysłał tam Wilibrorda zwanego później „apostołem Fryzji”, celem szerzenia tam chrześcijaństwa; wspierał go Winfrid – późniejszy święty Bonifacy. W 720 roku zmarł Chilperyk II. Karol jego następcą mianował Teuderyka IV syna Dagoberta III, który panował do 737 roku.
W latach 720–723 Karol toczył boje z Bawarami, którzy pod rządami rodu Agilolfingów uzyskali niezależność i sprzymierzyli się z królem Longobardów Liutprandem. Wraz ze sprzymierzonymi z Karolem Alamanami pokonał bawarskiego księcia Hugberta, który uznał zwierzchność Franków.
W 721 roku emir Kordoby dokonał pierwszej inwazji na Akwitanię i obległ Tuluzę. Na pomoc miastu ruszył książę Odo, który w bitwie pod Tuluzą 9 czerwca 721 roku pokonał Arabów i zmusił ich do wycofania się za Pireneje. Karol Młot zdał sobie sprawę, iż jest to zapowiedź kolejnych inwazji na jego państwo.
W 724 roku neustryjscy możni wzniecili bunt pod wodzą Ragenfrieda, który został jednak szybko stłumiony. Ragenfriedowi bunt ponownie został wybaczony.
W latach 725–728 Karol musiał ponownie wyprawić się do Bawarii. W czasie tej kampanii porwał bawarską księżniczkę Swanhildę, która została jego żoną.
W 730 roku podjął wyprawę przeciwko zbuntowanemu księciu Alamanów – Lantfridowi, który zginął w bitwie. Alamania została włączona bezpośrednio do królestwa Franków.

### Bitwa pod Poitiers

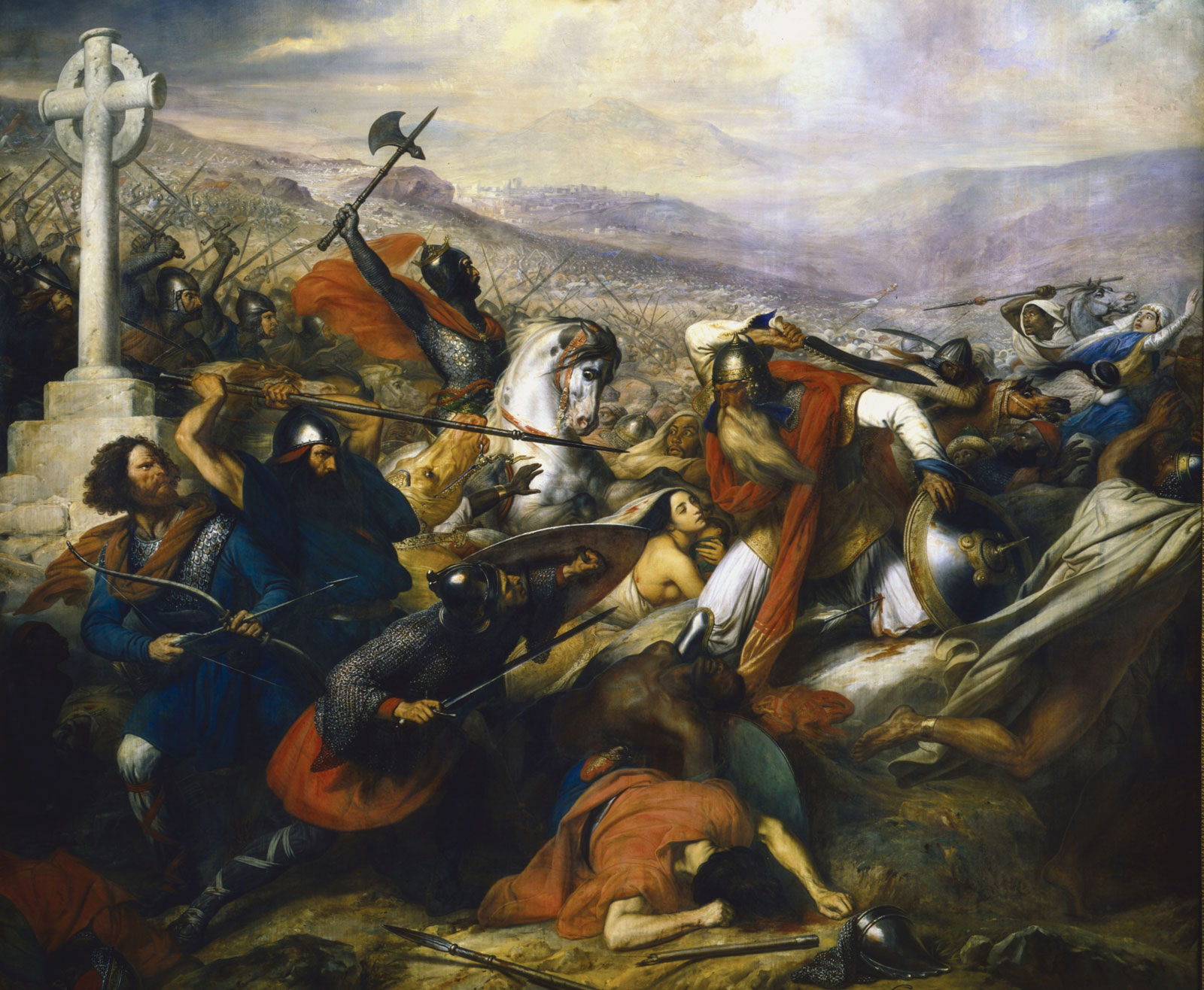
Zwycięstwo Karola Młota nad Saracenami w bitwie pod Poitiers (ze zbiorów Musée du château de Versailles we Francji)

W 730 roku nowym emirem Kordoby został mianowany Abdul Rahman Al Ghafiqi. Młody i ambitny wódz otrzymał silne posiłki od kalifa oraz zadanie podbicia Galii. W 732 roku emir przekroczył Pireneje i wkroczył na tereny Franków. Książę Odo ruszył przeciwko muzułmanom, ale poniósł ciężką klęskę w bitwie nad rzeką Garonną. Po bitwie Arabowie zajęli Bordeaux, a Odo uciekł do Karola i poprosił go o pomoc. Karol, zdając sobie sprawę z powagi sytuacji, szybko podjął decyzję o wyruszeniu przeciwko Abdul Rahmanowi.
Zebrał on silną armię w liczbie od 15 tys. do 75 tys. (według różnych źródeł), głównie piechotę. Ruszył wraz z nią starymi rzymskimi drogami. Obie armie spotykały się na polu pomiędzy miastami Tours i Poitiers. Karol, który dzięki tej bitwie otrzymał przydomek „Młot”, pokonał muzułmańską armię. W bitwie zginął emir Abdul Rahman, a wojska arabskie wycofały się za Pireneje.

### Po bitwie pod Poitiers
Po odparciu inwazji arabskiej, Karol w latach 732–735 zreorganizował królestwo Burgundii poprzez obsadzenie hrabstw swoimi oddanymi ludźmi. W międzyczasie w 734 roku rozbił armię zbuntowanych Fryzów. W 735 roku zmarł stary książę Akwitanii, Odo, a miejscowi możni wybierali na księcia jego syna Hunolda, co wywołało konflikt z Karolem, który przygotował się do ataku na Akwitanię.
Sytuację zmieniła nowa inwazja arabska, w 736 roku pod Narbonne wylądowała armia pod wodzą syna Abdula Rahmana i ruszyła na Arles. Karol szybko porzucił konflikt z Hunoldem i wyruszył przeciwko muzułmanom. Z pomocą Liutpranda, króla Longobardów, Karol jeszcze w tym roku odzyskał Montfrin, Awinion, Aix-en-Provence i Arles. Zajął również twierdze trzymane przez Arabów od 725 roku, tj. Beziers, Nîmes i Agde. Główne siły muzułmańskie zostały zniszczone w Arles. Ostatecznie inwazja załamała się w 737 roku, po bitwie nad rzeką Berre. W tym roku umarł król Teuderyk IV; Karol nie ogłosił żadnego z żyjących Merowingów królem, gdyż dzięki jego znaczącej pozycji politycznej nie było to konieczne zaś, oprócz tytułu majordoma królestwa Franków, zaczął używać tytułu księcia Franków.

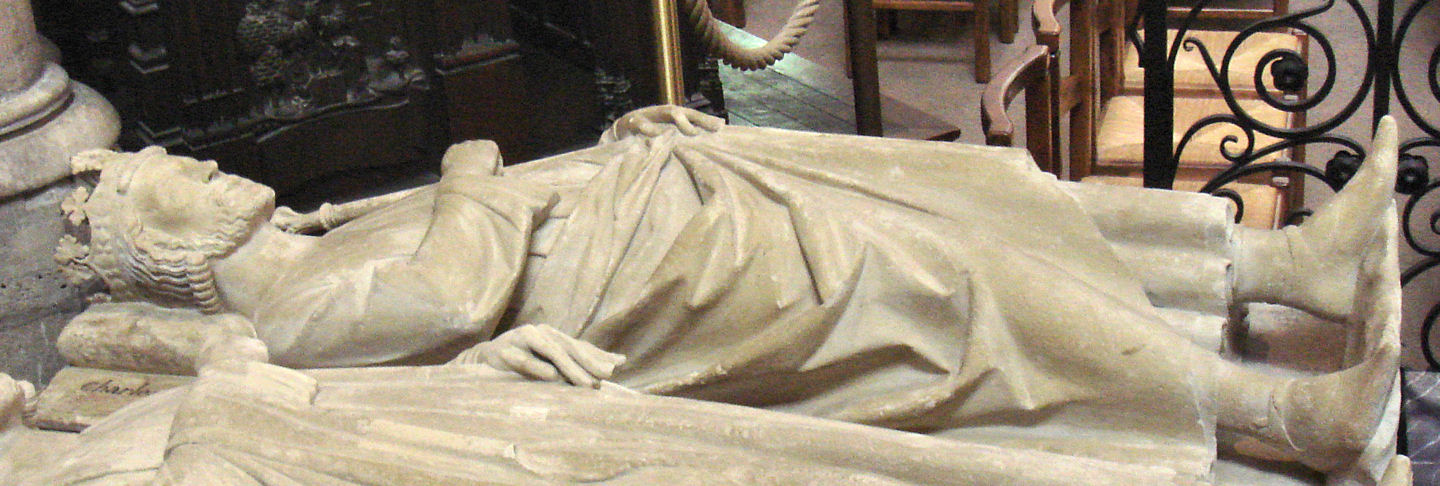
Pomnik z grobowca Karola Młota w bazylice Saint-Denis

Ostatnie lata życia Karola Młota upłynęły w większości w pokoju. Jedynie w 738 roku podjął krótką inwazję na niespokojnych Sasów oraz rok później stłumił w Prowansji bunt Maurontusa. W 739 odmówił papieżowi Grzegorzowi III pomocy w walce z Longobardami.
Karol Młot zmarł 22 października 741 roku w Quierzy-sur-Oise i został pochowany w bazylice w Saint-Denis.
Po jego śmierci nastąpił podział królestwa między dwóch synów, Karlomana, który otrzymał Austrazję i Alemanię oraz zwierzchnictwo lenne nad Bawarią, oraz Pepina, któremu przypadła Neustria z Burgundią oraz zwierzchnictwo lenne nad Akwitanią. Grifo, najmłodszy z synów, nie otrzymał nic.

## Rodzina
Karol Młot był dwukrotnie żonaty:

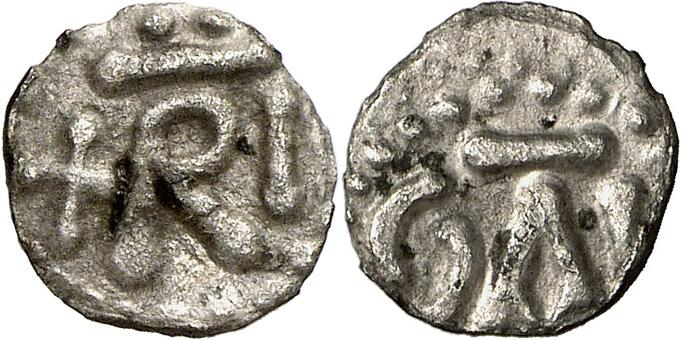
Denary Karola Młota.

- Z Chrotrudą miał następujące dzieci:
  - Hiltrudę, żonę Odilo I, księcia Bawarii;
  - Karlomana;
  - Pepina
  - Landradę, żonę Sigranda, hrabiego Hesbanii
  - Audę, żonę Teodoryka IV, hrabiego Autun
- Ze Swanhildą miał tylko syna:
  - Grifo

Miał też dzieci z konkubiną Ruodhaid:
- Hieronima
- Bernarda
- Remigiusza